# Arado W II
Die Arado W II war ein Wasser-Schulflugzeug der deutschen Arado Flugzeugwerke.

## Entwicklung
Der Entwurf der W II stammt von Walter Rethel. Zwei Arado W II mit den Werknummern 38 und 48 wurden im Juni und Dezember 1928 als D–1412 und D–1544 bei der Deutschen Verkehrsfliegerschule GmbH registriert und flogen auf List und in Warnemünde zu Schulzwecken. Sie wurden 1935 nach einem Unfall bzw. im Juni 1937 aus der Luftfahrzeugrolle gestrichen.

## Aufbau
Die W II hatte einen stoffbespannten Stahlrohrrumpf mit zwei offenen Sitzplätzen für Lehrer und Schüler hintereinander. Die W II war als Tiefdecker ausgelegt und besaß einen ebenfalls stoffbespannten doppelholmigen Tragflügel. Die beiden hölzernen Schwimmer waren gegen den Rumpf und die Tragflächen verstrebt.

## Technische Daten

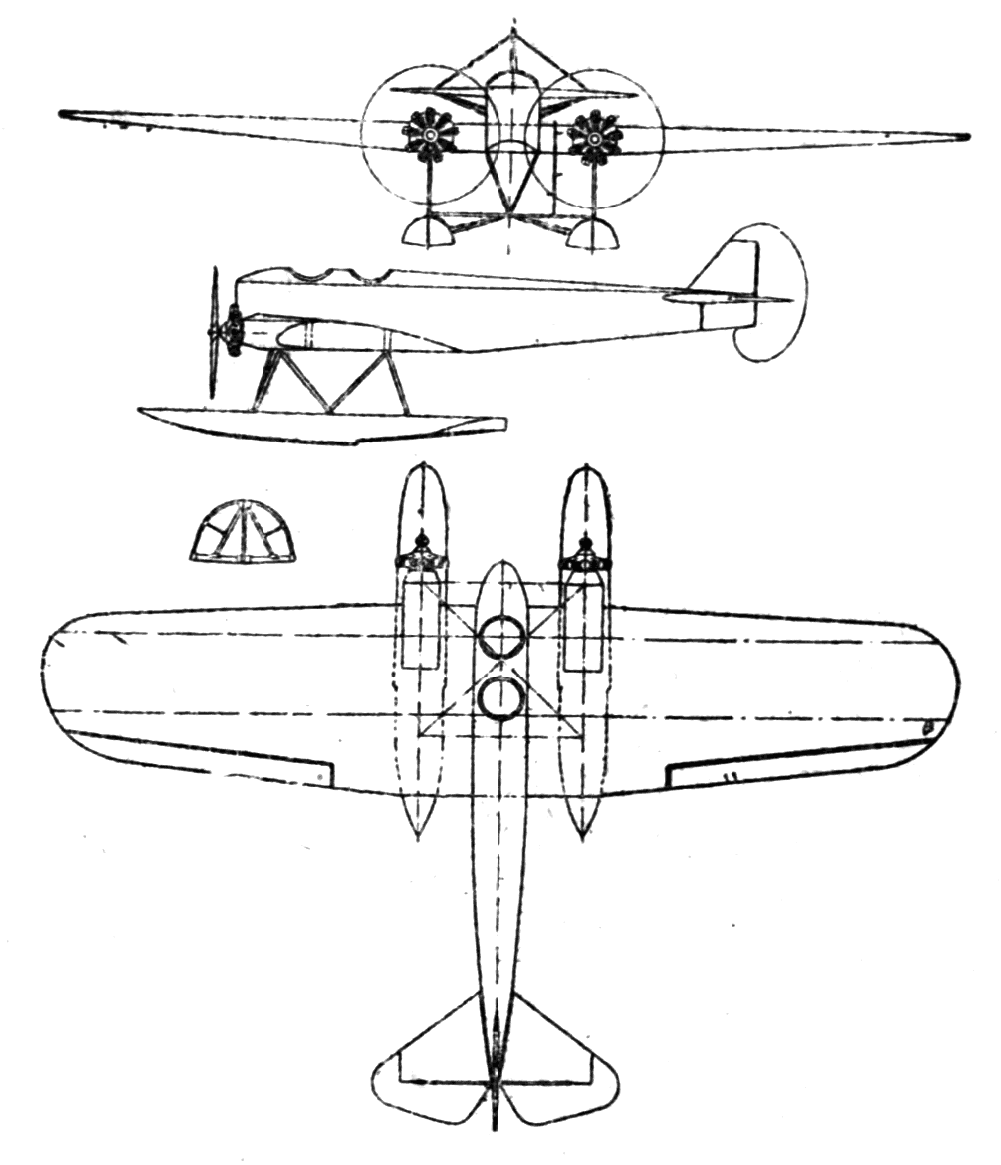
Dreiseitenansicht

| Kenngröße             | Daten                                                            |
| --------------------- | ---------------------------------------------------------------- |
| Besatzung             | 1 + 1                                                            |
| Länge                 | 12,56 m                                                          |
| Spannweite            | 17,40 m                                                          |
| Höhe                  | 4,41 m                                                           |
| Flügelfläche          | 53,76 m²                                                         |
| Flügelstreckung       | 5,6                                                              |
| Flächenbelastung      | 37 kg/m²                                                         |
| Leistungsbelastung    | 9,5 kg/PS                                                        |
| Leermasse             | 1620 kg                                                          |
| Rüstmasse             | 1680 kg                                                          |
| Zuladung              | 320 kg                                                           |
| Startmasse            | 2000 kg                                                          |
| Antrieb               | 2 × 9-Zylinder-Sternmotor Siemens & Halske Sh 12, 112 PS (82 kW) |
| Kraftstoffvorrat      | 276 l                                                            |
| Höchstgeschwindigkeit | 145 km/h                                                         |
| Marschgeschwindigkeit | 115 km/h                                                         |
| Landegeschwindigkeit  | 60–72 km/h                                                       |
| Steiggeschwindigkeit  | 90 m/min                                                         |
| Steigzeit             | 11,0 min auf 1000 m Höhe 35,0 min auf 2000 m Höhe                |
| Startzeit             | 12 s auf 15 m Höhe                                               |
| Dienstgipfelhöhe      | 2000 m                                                           |
| Reichweite            | 300 km                                                           |
| Startlauf             | 9 s                                                              |
| Bewaffnung            | –                                                                |